# Hans Maaß (matematik)
Hans Maaß (tudi Maass), nemški matematik, * 17. junij 1911, Hamburg, Nemčija, † 15. april 1992.
Maaß je najbolj znan po raziskovanju modularnih form.